# Synanceia nana
Synanceia nana är en fiskart som beskrevs av William N. Eschmeyer och Rama-rao, 1973. Synanceia nana ingår i släktet Synanceia och familjen Synanceiidae. Inga underarter finns listade i Catalogue of Life.